# Colonard-Corubert
Colonard-Corubert is een voormalige gemeente in het Franse departement Orne in de regio Normandië en telt 246 inwoners (1999). Het maakt deel uit van het arrondissement Mortagne-au-Perche.

## Geschiedenis
De gemeente ontstond in 1959 door de fusie van de toenmalige gemeenten Colonard-le-Buisson en Corubert. Colonard-Corubert maakte deel uit van het kanton Nocé tot dit op 22 maart 2025 werd opgeheven en de gemeenten werd opgenomen in het kanton Bretoncelles. Op 1 januari 2016 fuseerde de gemeente met de Dancé, Nocé, Préaux-du-Perche, Saint-Aubin-des-Grois en Saint-Jean-de-la-Forêt tot de gemeente Perche en Nocé, waarvan het de status commune déléguée kreeg. 

## Geografie
De oppervlakte van Colonard-Corubert bedraagt 14,4 km², de bevolkingsdichtheid is 17,1 inwoners per km².
De onderstaande kaart toont de ligging van Colonard-Corubert met de belangrijkste infrastructuur en aangrenzende gemeenten.

## Demografie
Onderstaande figuur toont het verloop van het inwonertal (bron: INSEE-tellingen).